# Giải vô địch bóng đá trẻ châu Á 1961
Giải vô địch bóng đá trẻ châu Á 1961 diễn ra tại Băng Cốc, Thái Lan. Miến Điện và Indonesia hoà nhau ở trận chung kết và chia sẻ danh hiệu vô địch.

## Các đội tham dự
Các đội sau đây tham dự giải đấu:
- Miến Điện
- Ceylon
- Indonesia
- Nhật Bản
- Malaysia
- Singapore
- Hàn Quốc
- Trung Hoa Dân Quốc
- Thái Lan (chủ nhà)
- Việt Nam Cộng hòa

## Vòng bảng

### Bảng A
| VT | Đội               | ST | T | H | B | BT | BB | HS | Đ | Giành quyền tham dự |
| -- | ----------------- | -- | - | - | - | -- | -- | -- | - | ------------------- |
| 1  | Indonesia         | 4  | 2 | 2 | 0 | 7  | 4  | +3 | 6 | Chung kết           |
| 2  | Việt Nam Cộng hòa | 4  | 2 | 1 | 1 | 10 | 5  | +5 | 5 | Tranh hạng ba       |
| 3  | Hàn Quốc          | 4  | 1 | 3 | 0 | 8  | 4  | +4 | 5 |                     |
| 4  | Singapore         | 4  | 1 | 1 | 2 | 2  | 10 | −8 | 3 |                     |
| 5  | Nhật Bản          | 4  | 0 | 1 | 3 | 4  | 8  | −4 | 1 |                     |

| Nhật Bản | 0–1 | Singapore |
| -------- | --- | --------- |
|          |     |           |

| Indonesia | 2–0 | Việt Nam Cộng hòa |
| --------- | --- | ----------------- |
|           |     |                   |

| Nhật Bản | 1–1 | Hàn Quốc |
| -------- | --- | -------- |
|          |     |          |

| Việt Nam Cộng hòa | 5–0 | Singapore |
| ----------------- | --- | --------- |
|                   |     |           |

| Indonesia | 2–2 | Hàn Quốc |
| --------- | --- | -------- |
|           |     |          |

| Việt Nam Cộng hòa | 4–2 | Nhật Bản |
| ----------------- | --- | -------- |
|                   |     |          |

| Hàn Quốc | 4–0 | Singapore |
| -------- | --- | --------- |
|          |     |           |

| Indonesia | 2–1 | Nhật Bản |
| --------- | --- | -------- |
|           |     |          |

| Singapore | 1–1 | Indonesia |
| --------- | --- | --------- |
|           |     |           |

| Hàn Quốc | 1–1 | Việt Nam Cộng hòa |
| -------- | --- | ----------------- |
|          |     |                   |

### Bảng B
| VT | Đội                | ST | T | H | B | BT | BB | HS  | Đ | Giành quyền tham dự |
| -- | ------------------ | -- | - | - | - | -- | -- | --- | - | ------------------- |
| 1  | Miến Điện          | 4  | 3 | 1 | 0 | 13 | 8  | +5  | 7 | Chung kết           |
| 2  | Thái Lan           | 4  | 3 | 0 | 1 | 12 | 5  | +7  | 6 | Tranh hạng ba       |
| 3  | Mã Lai             | 4  | 2 | 1 | 1 | 15 | 7  | +8  | 5 |                     |
| 4  | Ceylon             | 4  | 1 | 0 | 3 | 9  | 13 | −4  | 2 |                     |
| 5  | Trung Hoa Dân Quốc | 4  | 0 | 0 | 4 | 4  | 20 | −16 | 0 |                     |

| Thái Lan | 4–1 | Trung Hoa Dân Quốc |
| -------- | --- | ------------------ |
|          |     |                    |

| Mã Lai | 3–1 | Ceylon |
| ------ | --- | ------ |
|        |     |        |

| Miến Điện | 3–2 | Trung Hoa Dân Quốc |
| --------- | --- | ------------------ |
|           |     |                    |

| Thái Lan | 4–1 | Ceylon |
| -------- | --- | ------ |
|          |     |        |

| Mã Lai | 3–3 | Miến Điện |
| ------ | --- | --------- |
|        |     |           |

| Ceylon | 5–1 | Trung Hoa Dân Quốc |
| ------ | --- | ------------------ |
|        |     |                    |

| Miến Điện | 2–1 | Thái Lan |
| --------- | --- | -------- |
|           |     |          |

| Mã Lai | 8–0 | Trung Hoa Dân Quốc |
| ------ | --- | ------------------ |
|        |     |                    |

| Miến Điện | 5–2 | Ceylon |
| --------- | --- | ------ |
|           |     |        |

| Thái Lan | 3–1 | Mã Lai |
| -------- | --- | ------ |
|          |     |        |

## Tranh hạng ba
| Thái Lan | 2–1 | Việt Nam Cộng hòa |
| -------- | --- | ----------------- |
|          |     |                   |

## Chung kết
| Indonesia | 0–0 (aet) Chia sẻ danh hiệu | Miến Điện |
| --------- | --------------------------- | --------- |
|           |                             |           |

| Giải vô địch bóng đá trẻ châu Á 1961 |
| ------------------------------------ |
| · Miến Điện · Lần đầu tiên           |

| Giải vô địch bóng đá trẻ châu Á 1961 |
| ------------------------------------ |
| · Indonesia · Lần đầu tiên           |